# SFC 오파바
SFC 오파바(체코어: SFC Opava)는 오파바를 연고로 하는 체코의 축구 클럽이다. 현재는 체코의 2부 축구 리그인 나로드니 리가에 참가하고 있다.

## 역사
1995년부터 2000년까지 1부 리그에 속해 있다가 2000년에 강등된 후 2001년에 다시 1부 리그로 복귀하였다. 2003년에 다시 강등된 후, 그들은 다시 1부 리그로 복귀하여 2년간 1부 리그에 머물렀지만, 내부적인 문제로 인해 5부 지역 리그로 강등되었다. 2011년에는 2부 리그로 복귀했지만, 2013년에는 다시 3부 리그인 모라프스코슬레스카 리가로 강등되었다. 2018년에는 나로드니 리가에서 우승을 차지하며 1부 리그 승격을 확정지었다. 그러나 2021년에 또다시 나로드니 리가로 강등되었다.

## 성적
- 체코 2. 리가 (2부)
  - 우승 (1회) : 2017-18
  - 준우승 (3회) : 1994–95, 2000–01, 2002–03
- 모라프스코슬레스카 포트발로바 리가 (3부)
  - 우승 (2회) : 2010–11, 2013–14
- 크라이스키 프르제보르 모라프스코슬레스케호 크라예 (5부)
  - 우승 (1회) : 2005–06
- 체코컵:
  - 준우승 (1회) : 2016–17

## 선수 명단

### 현역
참고: FIFA 자격 규정에 따라 소속된 국가대표팀 국기를 표시합니다. 선수는 복수의 FIFA 비회원국 국적을 가지고 있을 수 있습니다.
| 번호 | 포지션 | 국적       | 이름              |
| ---- | ------ | ---------- | ----------------- |
| 11   | FW     | 체코       | 토마스 라타이     |
| 20   | MF     | 체코       | 필리프 블레차     |
| 33   | DF     | 슬로바키아 | 토마시 자소       |
| 37   | DF     |            | 발렌틴 메트겐버그 |

| 번호 | 포지션 | 국적 | 이름 |
| ---- | ------ | ---- | ---- |

## 역대 감독
| 감독              | 임기        |
| ----------------- | ----------- |
| 라도슬라프 라탈   | 2008 ~ 2009 |
| 라도슬라프 코바치 | 2020 ~      |